# Sankt Thomas (Eifel)
Sankt Thomas település Németországban, Rajna-vidék-Pfalz tartományban. Lakosainak száma 268 fő (2023. december 31.).

## Népesség
A település népességének változása:
| Lakosok száma | 363  | 258  | 261  | 274  | 262  | 268  |
|               | 1975 | 2017 | 2019 | 2021 | 2022 | 2023 |